# Kesto
Kesto (* 27. November 1996; bürgerlich Ivan Kesten) ist ein Musikproduzent aus der Schweiz mit Wurzeln in Kroatien.

## Karriere
Mit sieben Jahren begann Kesto damit, Schlagzeug zu spielen. Im Jahr 2018 produzierte er seine ersten Beats mit FL Studio. Kurz darauf erschien die Single Maradona von Xhani. Es folgten weitere Produktionen für diverse deutsche Rapper wie NGEE, Milonair, Eko Fresh etc. Durch seine Mitarbeit am Album Alphagene II von Kollegah landetet Kesto erstmals eine Nummer-1-Platzierung in den deutschen Album-Charts, für die er mit einem Award ausgezeichnet wurde. Seit 2020 steht er beim Musikverlag No Love Rights Management unter Vertrag.

## Diskografie
- 2025: Silla - Schneeweisse Nikes
- 2024: Mini Ladrao - Démon
- 2024: LES - OA
- 2023: GRMV ft. Greeny - Eazy
- 2023: Nonejm ft. ADI - NBA
- 2023: Realzz - Me Time
- 2023: Undacava - Lak, Wer?
- 2021: NGEE - Lifestyle GTA
- 2021: Taktikka - Kartenhaus
- 2021: Blaze the Illest ft. Nonejm - Fast Life
- 2021: NU51, Des, Milonair – Hören uns Nicht
- 2021: Realzz – Give No F
- 2021: Blaze the Illest ft. Donat – You Know
- 2020: Preussisch Gangster ft. Liquit Walker - Geh mir aus dem Weg
- 2020: Silla ft. Eko Fresh – Unsterblich
- 2020: Jigzaw – Hades
- 2020: Undacava, NGEE – Qualität
- 2019: Kollegah – Der Boss is Back
- 2019: Kollegah – Von Star zu Dealer
- 2019: Kollegah – Mois (Skit)
- 2019: Xhani – Maradona